# Zigeunerjunge
Zigeunerjunge ist ein Lied der deutschen Chanson- und Schlager-Sängerin Alexandra. Das Stück ist die Debütsingle sowie erste Singleauskopplung aus ihrem Debütalbum Premiere mit Alexandra. Zigeunerjunge erschien auch in einer französischsprachigen Version mit dem Titel Tzigane.

## Entstehung und Artwork
Geschrieben wurde das Lied im Original vom deutschen Komponisten und Liedtexter Hans Blum. Bei der französischen Version hatte Blum Hilfe vom Pariser Liedtexter Franck Gérald. Die Produktion erfolgte durch den deutschen Musikproduzenten Fred Weyrich. Die Instrumentation erfolgte durch den deutschen Arrangeur und Bigband-Leader Arno Flor und sein Orchester.
Auf dem Frontcover der Single ist – neben Künstlernamen und Liedtitel – Alexandra zu sehen. Es zeigt sie, wie sie sich mit ihren Armen auf einer Gitarre abstützt.

## Veröffentlichung und Promotion
Die Erstveröffentlichung von Zigeunerjunge erfolgte als Teil von Alexandras Debütalbum Premiere mit Alexandra am 6. Juni 1967. Am 2. September 1967 erschien das Lied erstmals als Single. Es handelte sich dabei um die Debütsingle von Alexandra. Die Single erschien als 7″-Single durch das Label Philips und beinhaltete das Lied Aus! als B-Seite. Verlegt wurde das Lied durch die Meisel Musikverlage und Melodie der Welt. Im Jahr seiner Veröffentlichung erschien auch erstmals die französische Version Tzigane auf einer EP in Frankreich. Auf einem Album erschien Tzigane erstmals am 15. April 1969 auf Alexandras erstem Best-of-Album Sehnsucht – Ein Portrait in Musik. 1980 erschien Zigeunerjunge erneut als B-Seite der neuaufgelegten Promo-Single zu Sehnsucht. 1989 erschien im Zuge der Hit-Comeback-Serie – als Folge 202 – eine Neuauflage der Originalsingle.
Um das Lied zu bewerben, erfolgte unter anderem ein Liveauftritt in der Musikshow Musik aus Studio B des Norddeutschen Rundfunks am 19. Februar 1968. Am 1. Juli 1968 nahm Alexandra mit Zigeunerjunge beim Golden Orpheus International Song Contest in Bulgarien teil. Am 24. Oktober 1968 erfolgte ein Liveauftritt in der ZDF-Show Wir lieben Musik. Zwei Monate vor ihrem Tod trat sie mit Zigeunerjunge in der ZDF-Spielshow Vergißmeinnicht am 22. Mai 1969 auf.

## Inhalt
Der Liedtext zu Zigeunerjunge ist im Original in deutscher Sprache gehalten. Darüber hinaus existiert auch eine französischsprachige Version mit dem Titel „Tzigane“, was ins Deutsche übersetzt „Zigeuner“ bedeutet. Die Musik und der Text wurden von Hans Blum geschrieben beziehungsweise komponiert. Bei der französischen Version war zusätzlich Franck Gérald als Subtexter tätig. Musikalisch bewegt sich das Lied im Bereich des Schlagers.
Inhaltlich setzt sich Zigeunerjunge mit dem Thema Rassismus auseinander. Es geht darum, dass „Zigeuner“ die Stadt besuchen und ein Kind eine Faszination hierfür entwickelt. Dem Kind wird allerdings verboten, mit ihnen Kontakt aufzunehmen. Blum wurde zu dem Stück inspiriert, als eine „schwangere Zigeunerin“ ihm Teppiche vor seinem Haus anbot. Als Alexandra das Notenblatt auf Blums Klavier entdeckt habe, habe sie ihre Gitarre ausgepackt und sei von dem Titel begeistert gewesen.
| „Ein Zigeunerjunge, Zigeunerjunge, er spielte am Feuer Gitarre. Tamtamtadadam … und ich sah sein Gesicht, aber er sah mich nicht. Zigeunerjunge, Zigeunerjunge, er spielte am Feuer Gitarre. Tamtamtadadam … dann war das Feuer aus; und ich lief schnell nach Haus.“ – Zigeunerjunge, Originalauszug | „Oh tzigane, oh tzigane, tu ris et tu chantes et tu danses. Tamtamtadadam … chez toi on n’est pas riche, oui mais toi, tu t’en fiche. Oh tzigane, oh tzigane, je croix, que tu as de la chance. Tamtamtadadam … sans peur du lendemain, tu poursuis ton chemin.“ – Tzigane, Originalauszug |

Aufgebaut ist das Lied auf zwei Strophen und einem Refrain. Es beginnt zunächst mit der ersten Strophe, auf die der Refrain folgt. Der gleiche Vorgang wiederholt sich mit der zweiten Strophe, wobei das Lied nach dem zweiten Refrain endet. Der zweite Refrain – der sich inhaltlich vom ersten unterscheidet – wird in einer erweiterten Fassung dargestellt, in dem sich die letzten drei Zeilen nochmals wiederholen. Die Strophen unterscheiden sich ebenfalls inhaltlich, greifen aber auf denselben Ablauf und Aufbau zurück und beinhalten teilweise auch gemeinsame Satzfragmente, die sich wiederholen.

## Mitwirkende
| Liedproduktion - Hans Blum: Komponist, Liedtexter - Arno Flor: Dirigent - Franck Gérald: Subtexter - Orchester Arno Flor: Instrumentation - Fred Weyrich: Musikproduzent | Unternehmen - Meisel Musikverlage: Musikverlag - Melodie der Welt: Musikverlag - Philips: Musiklabel |

## Rezeption

### Auszeichnungen
Beim Goldenen Notenschlüssel in Karlsbad belegte Zigeunerjunge den vierten Platz und wurde mit einem „Sonderpreis“ ausgezeichnet.

### Rezensionen
Niklas Wieczorek von den Kieler Nachrichten beschrieb den Text zu Zigeunerjunge als „einfach gestrickt“.
Elke Leonhardt-Jacob, Leiterin der Volkshochschule Neunkirchen, gab im Jahr 2019 gegenüber der Saarbrücker Zeitung an, dass Zigeunerjunge heutzutage so aktuell wie vor 50 Jahren sei. Im Lied gehe es um eine fremde Kultur, die ein Kind, das ohne Vorbehalt und Scheu sei, fasziniere. Doch dem Kind würde verboten, zu den Zigeunern hinzugehen, mit den Menschen dieser fremden Kultur Kontakt aufzunehmen. Es sei doch noch immer so, dass in unserer heutigen Gesellschaft Fremdländisches viel zu oft skeptisch beäugt oder gar abgelehnt werde, statt eine multikulturelle Gesellschaft als Bereicherung zu begreifen.
Das DGB Bildungswerk Thüringen nutzt Zigeunerjunge als „Baustein zur nicht-rassistischen Bildungsarbeit“, in dem die „widersprüchliche[…] Bewertung des Zigeunerlebens“ in Gruppenarbeiten untersucht werden soll.
Der Berliner Privathörfunksender Radio Paloma betitelte das Lied als „Schlagerperle“.

## Chartplatzierungen
Zigeunerjunge erreichte, sieben Monate nach seiner Erstveröffentlichung, am 15. April 1968 erstmals die deutschen Singlecharts. Die Single erreichte Rang 22 und konnte sich einen halben Monat (eine Chartausgabe) in den Charts platzieren. Die Single wurde zum ersten von vier Charthits für Alexandra in Deutschland.
Für Blum ist es als Autor der siebte Single-Charterfolg in Deutschland. Weyrich erreichte hiermit nach Eins und eins, das macht zwei (Hildegard Knef), Die Legende von den 12 Räubern (Ivan Rebroff) und Sind Sie der Graf von Luxemburg? (Dorthe) zum vierten Mal die deutschen Singlecharts als Produzent.

## Coverversionen (Auswahl)
| Deutsch - 1998: Die Kassierer – Stiefgroßmutter (Album: Sanfte Strukturen (und mehr Altes aus den glorreichen 80ern)) - 2002: Astrid Harzbecker (Album: Sehnsucht) - 2003: Rodgau Monotones – Zigeunerschnitzel (Album: Silberhochzeit) - 2012: Jasmin Wagner (Album: Singt Alexandra) - 2016: Uschi Brüning & Engerling feat. Ernst-Ludwig Petrowski (Album: Live) Finnisch - 1968: Carola Standertskjöld – Nuori tumma - 1988: Heikki Kinnunen – Nuori tumma | Französisch - 1968: Dalida – Tzigane (Album: Le temps des fleurs) - 1972: Pasha Hristova – Tzigane Holländisch - 1968: Lenny Kuhr – Zigeunerjongen Litauisch - 1980: Vilniaus Aidai – Čigonų berniukas |